# Dugopolje (żupania zadarska)
Dugopolje – wieś w Chorwacji, w żupanii zadarskiej, w gminie Gračac. W 2011 roku liczyła 20 mieszkańców.